# La Crosse (Wisconsin)

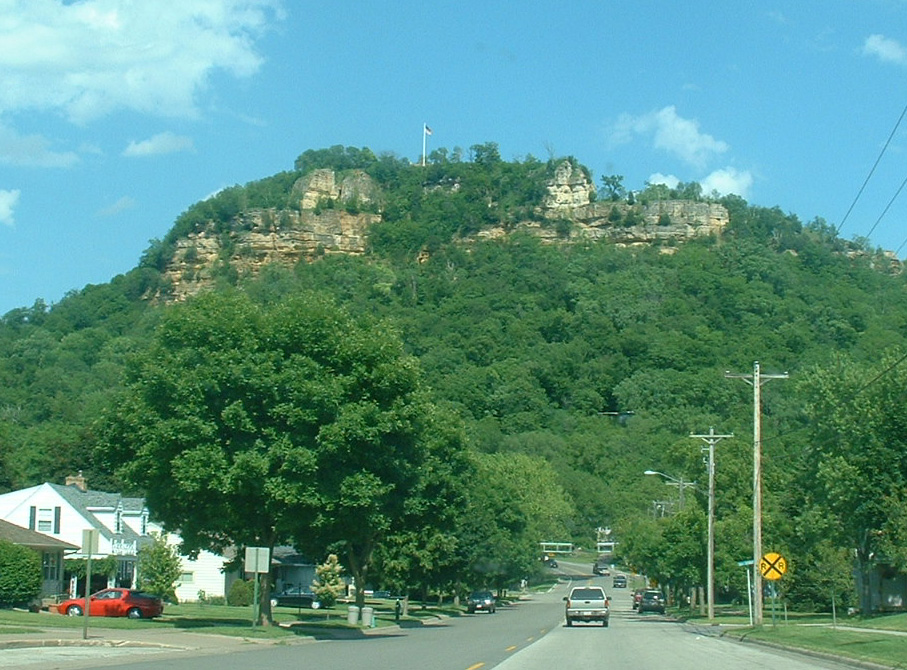
La Crosse

La Crosse jest stolicą hrabstwa La Crosse w stanie Wisconsin. Miasto położone jest wzdłuż rzeki Missisipi będąc znanym miastem akademickim i centrum biznesowo-handlowym dla całej okolicy.
La Crosse zamieszkuje 51 818 ludzi (według spisu z roku 2000). Włącznie z okolicznymi miasteczkami La Crosse tworzy metropolię o populacji 96 592.
W promieniu stu mil znajdują się zaledwie trzy miasta, których populacja jest większa niż w La Crosse. Są to Madison (Południowy Wschód), Eau Claire (Północ), Rochester, MN (Zachód). La Crosse jest również stolica diecezji rzymskokatolickiej. Rezyduje tu biskup diecezji – Bp. Jerome Listecki.
W roku 1906, w La Crosse urodził się Ed Gein, amerykański nekrofil i morderca, znany z wyjątkowo drastycznych metod profanacji zwłok ludzkich.

## Gospodarka
W mieście rozwinął się przemysł samochodowy, maszynowy, chemiczny oraz poligraficzny.

## Oświata
W La Crosse działają dwa uniwersytety: (University of Wisconsin – La Crosse oraz Viterbo University) oraz wyższa szkoła techniczna (Western Technical College).
W latach 90. ubiegłego stulecia na University of Wisconsin studiowało podyplomowo (dzięki programowi stypendialnemu) wielu Polaków, którzy później objęli w kraju wysokie funkcje w administracji państwowej oraz biznesie (m.in. Sławomir Skrzypek, Andrzej Modrzejewski, Elżbieta Kruk).

## Miasta partnerskie
- Bantry, Irlandia
- Dubna, Rosja
- Épinal, Francja
- Friedberg, Niemcy
- Førde, Norwegia
- Luoyang, Chińska Republika Ludowa